# Egeria (mitologia)
Egeria (łac. Egeria, Aegeria) – w mitologii rzymskiej kamena (nimfa), wieszczka.
Uchodziła za kochankę lub drugą żonę drugiego władcy Rzymu, Numy Pompiliusza. Była zarazem doradczynią króla, któremu w poświęconym jej później gaju obok porta Capena w Rzymie udzielała rad w zakresie ustaw państwowych i religijnych. Po śmierci Numy zrozpaczona udała się do świętego gaju Diany w Arycji, gdzie została zamieniona przez boginię w źródło, będące później miejscem jej kultu.
W czasach dzisiejszych jej imię używane jest jako eponim w odniesieniu do doradczyni, ekspertki.